# Vokalharmonin
Vokalharmonin är en Stockholmsbaserad vokalensemble grundad år 2003 av Fredrik Malmberg.
Ensemblen utsågs till Sveriges Radios Artist in Residence för perioden 2004–06.
Vokalharmonin fick 2007 utmärkelsen "Årets kör".